# Pyrilia haematotis
Il pappagallo cappuccino (Pyrilia haematotis Sclater e Salvin, 1860) è un uccello della famiglia degli Psittacidi.

## Descrizione
Simile al maschio di P. pulchra, di taglia attorno ai 21 cm, la specie è classificata con due sottospecie leggermente diverse tra loro, che non presentano nessun dimorfismo sessuale:
- P. h. haematotis, sottospecie nominale, simile alla P. pulchra da cui differisce per i fianchi rossicci, l'anello perioculare bianco molto evidente, la colorazione bianca dello spazio tra becco e occhio, il cappuccio bruno (presente in entrambi i sessi) di tonalità molto più scura, una macchia dietro l'occhio di colore rosso intenso (ridotta di misura rispetto al segno rosato della P. pulchra);
- P. h. coccinicollaris, che rispetto alla sottospecie nominale presenta una maggiore estensione del colore bruno sulla nuca e un collarino rosso puntinato di bianco che taglia il collo da orecchio a orecchio.

## Distribuzione e habitat
Vive in Messico, Belize, Guatemala, Honduras, Costa Rica, Nicaragua, Panama e Colombia.
Predilige le foreste aperte, fino ai 1200 metri di altitudine, ma è stato segnalato anche nelle terre coltivate.